# Шефер, Арнольд
Арнольд Дитрих Шефер (нем. Arnold Dietrich Schaefer; 16 октября 1819, Зехаузен, ныне Бремен — 19 ноября 1883, Бонн) — немецкий историк, педагог, профессор университетов Грайфсвальда (1857-1865) и Бонна (1865-1883).

## Биография
Изучал классическую филологию и историю в Лейпцигском университете под руководством Р. Гаупта, Г. Германа и В. Вахсмута. Получил научную степень доктора наук.
Переехал в Дрезден, где работал преподавателем истории и древних языков в институте К. Блохманна. В 1851 году преподавал в Королевской саксонской государственной школе (гимназии Св. Августина) в Гримме.
В ноябре 1857 года стал профессором истории в Грайфсвальдском университете. С 1865 года — профессор Боннского университета, где оставался до своей смерти в 1883 году.

## Научная деятельность

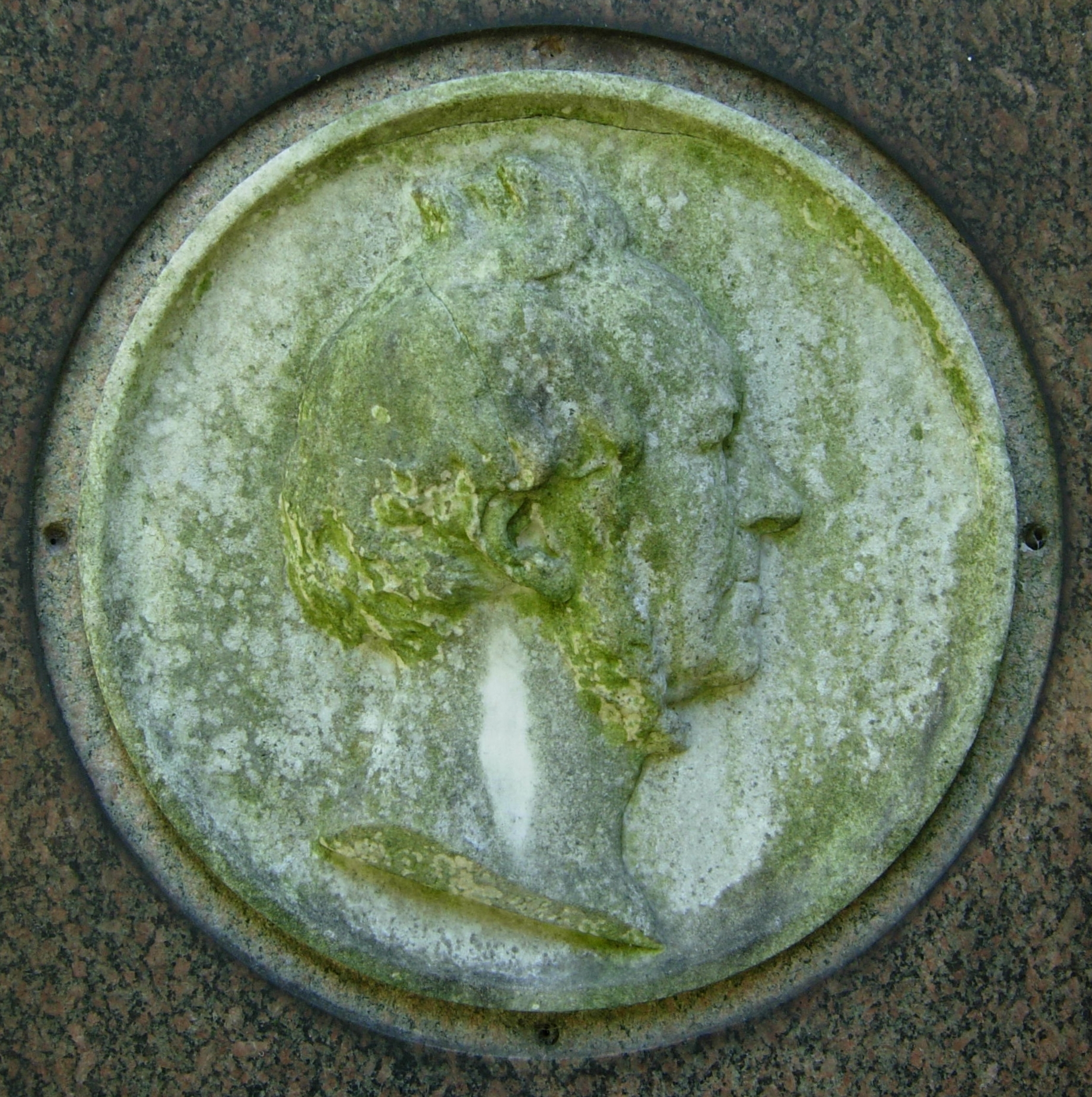
Медальон Арнольда Дитриха Шефера

Известен своими трудами по древнегреческой и римской истории. Также внёс большой вклад в исследования, посвященные истории Пруссии. 

## Избранные труды
- «Demosthenes und seine Zeit» («Демосфен и его время» в 2-х томах, Лейпциг, 1856—1858);
- «De ephoris Lacedaemoniis» (1863)
- «Disputatio de rerum post bellum Persicum usque ad tricennale foedus in Graecia gestarum temporibus» (1865)
- «Geschichte des Siebenjährigen Krieges» (Берлин, 1867—1874);
- «Abriss der Quellen-Kunde der griechischen Geschichte bis auf Polybios» (2 изд., Лейпциг, 1873).

Собрание его мелких сочинений напечатано под заглавием: «Historische Aufsätze und Festreden» (Лейпциг, 1873).